# Schizomavella noronhai
Schizomavella noronhai is een mosdiertjessoort uit de familie van de Bitectiporidae. De wetenschappelijke naam van de soort is voor het eerst geldig gepubliceerd in 1909 door Norman.